# اچ‌ام‌اس ال۲
اچ‌ام‌اس ال۲ (به انگلیسی: HMS L2) یک زیردریایی بود که طول آن ۲۲۲ فوت (۶۸ متر) بود. این زیردریایی در سال ۱۹۱۷ ساخته شد.